# Lacinipolia comis
Lacinipolia comis är en fjärilsart som beskrevs av Augustus Radcliffe Grote 1876. Lacinipolia comis ingår i släktet Lacinipolia och familjen nattflyn. Inga underarter finns listade i Catalogue of Life.